# Rita Wolfensberger
Rita Wolfensberger (* 28. Mai 1928 in Schaffhausen; † 22. Februar 2020 ebenda) war eine Schweizer Pianistin, Musikpädagogin und Musikkritikerin.

## Leben
Wolfensberger studierte Klavier bei Elsa Burkhard am Konservatorium Winterthur. Danach absolvierte sie das Diplôme de Virtuosité an der École normale de musique de Paris und besuchte Meisterkurse an der Accademia Musicale Chigiana in Siena. Zusätzlich studierte sie Klavier bei Guido Agosti und Anna Hirzel-Langenhan und Cembalo bei Barbara Vignanelli an der Accademia Nazionale di Santa Cecilia in Rom.
Als Solistin spielte Wolfensberger in der Schweiz sowie in Italien und Frankreich. Sie spielte im Trio Motawo, Duo Wolfensberger (mit ihrer Schwester) und Trio Klemm. Ausserdem arbeitete sie mit dem Sänger Willy Spitz zusammen und wirkte als Musikpädagogin.
Sie war Rezensentin bei den Schaffhauser Nachrichten, der Neuen Zürcher Zeitung und dem Landboten. Sie arbeitete im Schweizerischen Musikpädagogischen Verband (SMPV). Ab 1962 war sie im Vorstand und von 1983 bis 1987 Präsidentin und Prüfungsleiterin der SMPV Schaffhausen. Zudem gehörte sie von 1977 bis 1993 dem Vorstand des SMPV Schweiz an. Sie war Staatsexpertin für Diplomprüfungen der Konservatorien in Zürich, Winterthur, Bern und Schaffhausen. Das Forum für zeitgenössische Musik (Musica Viva) unterlag ihrer Leitung.
Seit 1961 war sie zudem Mitglied von Zonta International.

## Ehrungen und Preise
- Ehrenmitglied des SMPV Schweiz und des SMPV Schaffhausen
- Werner Amsler Preis (2011)

## Publikationen
- Clara Haskil. Mit Beiträgen von Pierre Fournier, Ferenc Fricsay, Rafael Kubelík, Igor Markevitch, Peter Rybar. EA. Scherz, Bern 1961.
- Clara Haskil. Mit Beiträgen von Pierre Fournier, Ferenc Fricsay, Joseph Keilberth, Rafael Kubelik, Igor Markevitch, Peter Rybar. 2., überarb. u. erw. Aufl., Scherz, Bern 1962.